# Glee – Sztárok leszünk!
A Glee (IPA: [ɡliː]) a Fox amerikai televízió musical- és vígjátéksorozata. A sorozat egy középiskolai show-kórus történetét meséli el. A „New Directions” a limai kitalált William McKinley High Schoolban működik. A pilot epizódot az American Idol 2009. május 19-i adása után sugározták, melyet követően az első évad 2009. szeptember 9-én indult. Szeptember 22-én a Fox hivatalosan is megerősítette, hogy egy egész évadot megrendelt a sorozatból. A Glee december 9-ig futott tizenhárom résszel, majd négy hónap után 2010. április 13-án indult újra az évad további kilenc részével.
A sorozat alkotói, Ryan Murphy, Brad Falchuk és Ian Brennan a Gleet először filmnek tervezték. A sorozat dalait Murphy válogatta musicaldalok és slágerlistás szerzemények közül. A sorozatban elhangzó dalok elérhetővé váltak iTunes Store-on a sugárzás hetében, míg albumként a Columbia Records jelentette meg őket. Az első, a Glee: The Music, Volume 1 2009. november 3-án jelent meg. A Glee albumok nagy sikernek örvendenek, több mint kétmilliós digitális példányszámban keltek el. Második albumuk a Glee: The Music, Volume 2.
A Glee általánosságban pozitív kritikákat kapott. 2010-ben a sorozat nyerte meg az Golden Globe-díjat a legjobb televíziós sorozat (musical vagy vígjáték) kategóriában, valamint három jelölést kapott: Lea Michele a legjobb színésznőnek, Matthew Morrison a legjobb színésznek, Jane Lynch pedig a legjobb női mellékszereplőnek járót. Az első évad Peabody-díjban is részesült.
Magyarországon az RTL Klub adta 2010. augusztus 28-tól magyar szinkronnal, a dalokat feliratozva.

## Epizódok
A Glee első évada 22 részből áll. A pilotepizódot 2009. május 19-én sugározták először. A sorozat 2009. szeptember 9-től folytatódott szerdánként este kilenckor egészen december 9-ig. Az évad 14–22. részeit 2009. szeptember 21-én rendelte meg a Fox, melyek sugárzása 2010. április 13. óta keddenként este folyik. 2010. január 11-én jelentette be a Fox a sorozat második évadát.
A második évad előkészületei 2010 júniusában kezdődtek meg. A második évad sugárzása 2010. szeptember 21-én kezdődött meg a kedd esti 8 órás sávban. A Fox eredetileg a szerda esti 9 órás sávba tervezte leadni a sorozat epizódjait a 2011-es Super Bowlt követve, de később a Glee maradt a helyén, hogy a gyengébb szerdai és csütörtöki napokat erősítse. A Fox 2010. május 23-án bejelentette, hogy berendeli a sorozat 3. évadját. A sorozat korai berendelése lehetővé teszi a csapatnak, hogy spóroljanak a pénzzel és előre tervezzenek a forgatókönyvírásnál.
A sorozatot rengeteg külföldi csatorna vetíti világszerte, olyanok, mint Ausztrália, ahol a sorozat főszereplő színészei elutaztak, hogy népszerűsítsék azt a 2009-es szeptemberi debütálás idejére. A sorozat Kanadában is fut, Új-Zélandon, és Fijin is. Továbbá adásban van Dél-Afrikában, ahol a Fox egyből a leadás után közvetíti az epizódot a johannesburgi M-Net csatornaközpontnak, így nem kell szállítani a kazettákat. A sorozat továbbá az Egyesült Királyságban is fut, és Írországban is vetítik, ahol a legtöbb epizódot 20 órával az amerikai premier után adják le. Az ázsiai országok, amelyek vetítik a sorozatot; a Fülöp-szigetek, India, Malajzia, és Szingapúr.

## Lásd még
- Glee: The Music, Volume 2
- A Glee dalainak listája (1. évad)
- A Glee dalainak listája (2. évad)

## Fordítás
- Ez a szócikk részben vagy egészben  a   Glee (TV series) című angol Wikipédia-szócikk ezen változatának fordításán alapul.  Az eredeti cikk szerkesztőit annak laptörténete sorolja fel. Ez a jelzés csupán a megfogalmazás eredetét és a szerzői jogokat jelzi, nem szolgál a cikkben szereplő információk forrásmegjelöléseként.